# Butão nos Jogos Olímpicos de Verão de 1984
Butão competiu nos Jogos Olímpicos pela primeira vez nos Jogos Olímpicos de Verão de 1984 em Los Angeles, Estados Unidos.

## Resultados por Evento

### Tiro com arco
Competição Individual masculina
- Thinley Dorji - 2298 pontos (→ 53º lugar)
- Nawang Pelzang - 2221 pontos (→ 55º lugar)
- Lhendup Tshering - 1997 pontos (→ 60º lugar)

Competição Individual feminina
- Sonam Chuki - 2194 pontos (→ 43º lugar)
- Rinzi Lham - 2183 pontos (→ 44º lugar)
- Karma Chhoden - 2086 pontos (→ 46º lugar)